# 神風 (エンジン)
神風（かみかぜ）またはハ12は、第二次世界大戦前に東京瓦斯電気工業が開発・製造した航空機用空冷星型エンジンである。読みは「じんぷう」ではなく「かみかぜ」と読むのが公式には正しい。
海軍に神風として、陸軍にはハ12として採用され、陸海軍機に搭載されている。大戦後半の陸海軍統合名称はハ21。

## 概要
ベンツ Bz.IIIやアームストロング・シドレー モングース等に替わる小型機用発動機として1926年（大正15年）に開発が開始された。1928年（昭和3年）に試作機が完成し、翌年逓信省の耐空試験を受け無事合格した。国内で設計された発動機としては初めての量産機となり、この偉業を讃えて1929年（昭和4年）5月6日に逓信大臣久原房之助から賞状と銀杯が授与された。信頼性が高く、国産機で同性能の競合エンジンが無い事もあり、軍用練習機や小型民間機に幅広く搭載された。

## 派生型
海軍では神風百三十馬力発動機として1929年（昭和4年）から1931年（昭和6年）にかけて試験した結果、1931年（昭和6年）12月22日に神風発動機として制式採用した。なお磁石発電機が発動機主軸と平行に取り付けた一型と直角に取り付けた二型があるが、出力等は同じである。
陸軍が制式採用を決定したのは4年後の1935年（昭和10年）で制式名称は九五式一五〇馬力発動機で略号はハ一二であった。陸軍型は海軍型より出力が大きく公称150馬力、離昇160馬力であった。
民間型は神風改、神風三型、神風五A型等があり、神風三型は神風改と同様に公称150馬力離昇160馬力であったが、後に離昇出力が180馬力まで向上している。神風五A型は更に性能が向上し、公称240馬力、離昇280馬力に増大していた。

## 搭載機
日本海軍
三式二号初歩練習機、九〇式水上初歩練習機、九一式水上偵察機、零式水上初歩練習機、十二試水上初歩練習機
日本陸軍
キ9試作一号機、九五式三型練習機、小型軽患者輸送機改造型
中華民国海軍
辛式一型水上偵察機寧海號
民間機
瓦斯電KR-1小型旅客機、瓦斯電KR-2小型旅客機、瓦斯電TR-1中型旅客機、瓦斯電TR-2中型旅客機、瓦斯電一型/日立式二型練習機、愛知AB-3水上偵察機（輸出向け軍用機）、東京航空相羽式ツバメ六型/ツバメ七型軽旅客機、東京航空相羽式ツバメ八型/十型練習機、東京航空相羽式十一型軽旅客機、立川R-38試作練習機、新立川R-52練習機（戦後の機体だが、東京工業大学に接収されずに残っていたエンジンを搭載した）、読売Y-1ヘリコプター

## 主要諸元
※使用単位についてはWikipedia:ウィキプロジェクト 航空/物理単位も参照
神風二型
- タイプ：空冷星型7気筒
- 筒径×行程：115mm×120mm
- 排気量：8.37L
- 全長：885mm
- 直径：970mm
- 乾燥重量 184 kg
- 燃料：気化器式
- 過給機：機械式1段1速
- 離昇馬力　
  - 160HP/2,050RPM
- 公称馬力　
  - 130HP/1,800RPM（海面）